# La Merced (Málaga)
La Merced es un barrio perteneciente al distrito Centro de la ciudad de Málaga, España. Está situado al oeste del Monte Gibralfaro, inmediatamente al norte del centro histórico, del que lo separa la calle Álamos. 
Según la delimitación oficial del ayuntamiento, el barrio de La Merced limita al oeste con el barrio de San Felipe Neri por calle Dos Aceras; al norte, con el barrio de El Ejido, del que lo separa calle Refino; al nordeste, con Lagunillas por calle Frailes; y al este, con La Victoria por el Pasaje Campos y la calle de la Victoria.
En este barrio se encuentran situados el Teatro Cervantes, la casa natal de Picasso, el Mercado de La Merced, el Palacio de Crópani y el Monumento a Torrijos.

## Historia
El barrio toma su nombre de la antigua Iglesia de la Merced, hoy desaparecida, que estaba situada en la Plaza de la Merced, principal espacio público del barrio. Se tiene constancia del poblamiento de esta zona desde épocas anteriores. Cuando se produce la conquista por los Reyes Católicos ya estaba conformado el arrabal del norte, llamado Fontanalla, y vías urbanas aún existentes como calle Madre de Dios. Más adelante, Carlos III ordena la demolición de la antigua muralla nazarí para integrar el antiguo arrabal en la ciudad.

## Transporte
En autobús queda conectado mediante las siguientes líneas de la EMT: 
| Línea | Trayecto                                   | Recorrido | Frecuencia    |
| ----- | ------------------------------------------ | --------- | ------------- |
| C1    | Circular 1                                 | Recorrido | 12 minutos    |
| C2    | Circular 2                                 | Recorrido | 11-12 minutos |
| 1     | Parque del Sur - Avda. Europa (San Andrés) | Recorrido | 8-9 minutos   |
| 36    | Alameda de Colón - Conde de Ureña          | Recorrido | 60 minutos    |
| 37    | Alameda Principal - Altamira/Monte Dorado  | Recorrido | 25-30 minutos |
| N2    | Plaza de la Marina - Circular              | Recorrido | 50-55 minutos |